# 1914 год в истории метрополитена
В этой статье перечисляются основные  события из истории метрополитенов в 1914 году. Полужирным шрифтом выделены открытия новых транспортных систем.

## События
- 1 апреля — открыта станция Лондонского метрополитена «Голдхок-роуд».
- 1 апреля — открыты станции Линия A Метрополитена Буэнос-Айреса:
  - «Лория» (исп. Loria)
  - «Кастро Баррос» (исп. Castro Barros)
  - «Рио-де-Жанейро» (исп. Río de Janeiro)
- 1 июля — открыты станции Линия A Метрополитена Буэнос-Айреса:
  - «Акойт» (исп. Acoyte)
  - «Примера Хунта» (исп. Primera Junta)